# Cykling under sommer-OL 2008
|  | Denne artikel eller sektion om sport er forældet eller ikke opdateret. Se artiklens diskussionsside eller historik. |

Cykling under Sommer-OL 2008 i Beijing står på det olympiske program for 26. gang. Det kommer til at blive konkurreret i 18 discipliner i 4 grene, landevejscykling (4), banecykling (10), mountainbike (2) og BMX (2). Det er første gang BMX er med på det olympiske program. Konkurrencerne bliver gennemført i perioden 9. til 23. august.

## Kalender
| Kalender for cykling | Kalender for cykling | Kalender for cykling | Kalender for cykling | Kalender for cykling | Kalender for cykling | Kalender for cykling | Kalender for cykling | Kalender for cykling | Kalender for cykling | Kalender for cykling | Kalender for cykling | Kalender for cykling | Kalender for cykling | Kalender for cykling | Kalender for cykling | Kalender for cykling | Kalender for cykling | Kalender for cykling |
| August 2008          | August 2008          | 8                    | 9                    | 10                   | 11                   | 12                   | 13                   | 14                   | 15                   | 16                   | 17                   | 18                   | 19                   | 20                   | 21                   | 22                   | 23                   | 24                   |
| -------------------- | -------------------- | -------------------- | -------------------- | -------------------- | -------------------- | -------------------- | -------------------- | -------------------- | -------------------- | -------------------- | -------------------- | -------------------- | -------------------- | -------------------- | -------------------- | -------------------- | -------------------- | -------------------- |
| Landevej             | Landevejscykling     |                      | 1                    | 1                    |                      |                      | 2                    |                      |                      |                      |                      |                      |                      |                      |                      |                      |                      |                      |
| Bane                 | Banecykling          |                      |                      |                      |                      |                      |                      |                      | 1                    | 3                    | 1                    | 2                    | 3                    |                      |                      |                      |                      |                      |
| MTB                  | Mountainbike         |                      |                      |                      |                      |                      |                      |                      |                      |                      |                      |                      |                      |                      |                      | 1                    | 1                    |                      |
| BMX                  | BMX                  |                      |                      |                      |                      |                      |                      |                      |                      |                      |                      |                      |                      |                      | 2                    |                      |                      |                      |

|  | Indledende konkurrence |  | Finale | 4 | Antal finaler |

## Landevejsløb
Foregår ved Den Kinesiske Mur ved Badaling-motorvejen.

### Massestart, mænd – 245 km
| Plads  | Rytter               | Nationalitet | Tid     |
| ------ | -------------------- | ------------ | ------- |
| Guld   | Samuel Sánchez       | Spanien      | 6:23.49 |
| Sølv   | Fabian Cancellara    | Schweiz      | s.t     |
| Bronze | Alexandr Kolobnev    | Rusland      | s.t     |
| 4      | Andy Schleck         | Luxembourg   | s.t     |
| 5      | Michael Rogers       | Australien   | s.t     |
| 6      | Santiago Botero      | Colombia     | + 0.12  |
| 7      | Mario Aerts          | Belgien      | s.t     |
| 8      | Michael Barry        | Canada       | + 0.16  |
| 9      | Robert Gesink        | Holland      | + 0.18  |
|        |                      |              |         |
| 12     | Chris Anker Sørensen | Danmark      | + 0.22  |
| 25     | Nicki Sørensen       | Danmark      | + 2.28  |
| DNF    | Brian Vandborg       | Danmark      |         |

Did Not Finish (gennemførte ikke)
- David Rebellin (Italien) blev april 2009 frataget sølvmedaljen pga. positiv dopingtest for CERA (3. generations EPO).

### Massestart, kvinder – 126,4 km
| Plads  | Rytter            | Nationalitet   | Tid     |
| ------ | ----------------- | -------------- | ------- |
| Guld   | Nicole Cooke      | Storbritannien | 3:32.24 |
| Sølv   | Emma Johansson    | Sverige        | s.t     |
| Bronze | Tatiana Guderzo   | Italien        | s.t     |
| 4      | Christiane Soeder | Østrig         | + 0.04  |
| 5      | Linda Villumsen   | Danmark        | + 0.09  |
| 6      | Marianne Vos      | Holland        | + 0.21  |
| 7      | Priska Doppmann   | Schweiz        | s.t     |
| 8      | Paulina Brzezna   | Polen          | s.t     |
| 9      | Edita Pučinskaitė | Litauen        | s.t     |
| 10     | Zulfiya Zabirova  | Kasakhstan     | s.t     |

### Enkeltstart, mænd – 47,3 km
| Plads  | Rytter               | Land       | Tid        |
| ------ | -------------------- | ---------- | ---------- |
| Guld   | Fabian Cancellara    | Schweiz    | 1:02.11    |
| Sølv   | Gustav Erik Larsson  | Sverige    | + 0.33     |
| Bronze | Levi Leipheimer      | USA        | + 1.09     |
| 4      | Alberto Contador     | Spanien    | + 1.18     |
| 5      | Cadel Evans          | Australien | + 1.23     |
| 6      | Samuel Sánchez       | Spanien    | + 2.25     |
| 7      | Svein Tuft           | Canada     | + 2.28     |
| 8      | Michael Rogers       | Australien | + 2.35     |
| 9      | Stef Clement         | Holland    | + 2.47     |
| 10     | Robert Gesink        | Holland    | + 2.51     |
|        |                      |            |            |
| 19     | Chris Anker Sørensen | Danmark    | + 3:44 min |
| 33     | Brian Vandborg       | Danmark    | + 5:59 min |

### Enkeltstart, kvinder – 23,5 km
| Plads  | Rytter                 | Land           | Tid           |
| ------ | ---------------------- | -------------- | ------------- |
| Guld   | Kristin Armstrong      | USA            | 34:51,72 min  |
| Sølv   | Emma Pooley            | Storbritannien | + 24,29 s     |
| Bronze | Karin Thürig           | Østrig         | + 59,27 s     |
| 4      | Jeannie Longo-Ciprelli | Frankrig       | + 1:00,90 min |
| 5      | Christine Thorbur      | USA            | + 1:02,44 min |
| 6      | Judith Arndt           | Tyskland       | + 1:08,05 min |
| 7      | Christiane Soeder      | Østrig         | + 1:29,03 min |
| 8      | Priska Doppmann        | Schweiz        | + 1:36,07 min |
| 9      | Zulfija Zabirova       | Kasakhstan     | + 1:37,75 min |
| 10     | Susanne Ljungskog      | Sverige        | + 1:41,78 min |
|        |                        |                |               |
| 13     | Linda Villumsen        | Danmark        | + 1:59 min    |

## Banecykling
Konkurrencerne foregik i den olympiske velodrom i byen Laoshan i Shandong-provinsen.

### 4 km individuel forfølgelsesløb, mænd
Medaljetagerne:
| Plads  | Rytter          | Land           |
| ------ | --------------- | -------------- |
| Guld   | Bradley Wiggins | Storbritannien |
| Sølv   | Hayden Roulston | New Zealand    |
| Bronze | Steven Burke    | Storbritannien |

Semifinaler
| Navn                        | Tid      | Placering |
| --------------------------- | -------- | --------- |
| Volodymyr Dyuda Ukraine     | 4.22,471 | 5         |
| Steven Burke Storbritannien | 4.21,558 | 3         |

| Navn                   | Tid      | Placering |
| ---------------------- | -------- | --------- |
| Alexei Markov Rusland  | 4.22,308 | 4         |
| Antonio Tauler Spanien | 4.24,974 | 6         |

| Navn                        | Tid      | Placering |
| --------------------------- | -------- | --------- |
| Hayden Roulston New Zealand | 4.19,232 | 2         |
| Taylor Phinney USA          | 4.26,644 | 8         |

| Navn                           | Tid      | Placering |
| ------------------------------ | -------- | --------- |
| Bradley Wiggins Storbritannien | 4.16,571 | 1         |
| Alexander Serov Rusland        | 4.25,391 | 7         |

Medaljerunde
| Navn                           | Tid      | Placering |
| ------------------------------ | -------- | --------- |
| Bradley Wiggins Storbritannien | 4.16,977 | 1         |
| Hayden Roulston New Zealand    | 4.19,611 | 1         |

| Navn                        | Tid      | Placering |
| --------------------------- | -------- | --------- |
| Steven Burke Storbritannien | 4.20,947 | 1         |
| Alexei Markov Rusland       | 4.24,149 | 4         |

### 3 km individuel forfølgelsesløb, kvinder
Medaljetagerne:
| Plads  | Rytter            | Land           |
| ------ | ----------------- | -------------- |
| Guld   | Rebecca Romero    | Storbritannien |
| Sølv   | Wendy Houvenaghel | Storbritannien |
| Bronze | Lesya Kalitovska  | Ukraine        |

Semifinaler
| Navn                      | Tid      | Placering |
| ------------------------- | -------- | --------- |
| Alison Shanks New Zealand | 3.32,478 | 4         |
| Sarah Hammer USA          | 3.34,237 | 5         |

| Navn                      | Tid      | Placering |
| ------------------------- | -------- | --------- |
| Lesya Kalitovska Ukraine  | 3.31,785 | 3         |
| Vilija Sereikaite Litauen | 3.36,808 | 6         |

| Navn                          | Tid              | Placering |
| ----------------------------- | ---------------- | --------- |
| Rebecca Romero Storbritannien | 3.37,703         | 1         |
| Katie Mactier Australien      | 3.37,296 (indh.) | 7         |

| Navn                             | Tid      | Placering |
| -------------------------------- | -------- | --------- |
| Wendy Houvenaghel Storbritannien | 3.27,829 | 2         |
| Lada Kozlíková Tjekkiet          | diskv.   | 8         |

Medaljerunde
| Navn                             | Tid      | Placering |
| -------------------------------- | -------- | --------- |
| Rebecca Romero Storbritannien    | 3.28,321 | 1         |
| Wendy Houvenaghel Storbritannien | 3.30,395 | 1         |

| Navn                      | Tid      | Placering |
| ------------------------- | -------- | --------- |
| Lesya Kalitovska Ukraine  | 3.31,413 | 1         |
| Alison Shanks New Zealand | 3.34,156 | 4         |

### 4 km holdforfølgelsesløb, mænd
Medaljetagerne:
| Plads  | Land           | Ryttere                                                               |
| ------ | -------------- | --------------------------------------------------------------------- |
| Guld   | Storbritannien | Ed Clancy, Paul Manning, Geraint Thomas, Bradley Wiggins              |
| Sølv   | Danmark        | Casper Jørgensen, Jens-Erik Madsen, Michael Mørkøv, Alex Rasmussen    |
| Bronze | New Zealand    | Sam Bewley, Hayden Roulston, Marc Ryan, Jesse Sergent, Westley Gough* |

* Westley Gough fik retrospektivt en bronzemedalje.
Semifinaler
| Navn     | Tid      | Placering |
| -------- | -------- | --------- |
| Danmark  | 3.56,831 | 2         |
| Frankrig | diskv.   | -         |

| Navn       | Tid       | Placering |
| ---------- | --------- | --------- |
| Australien | 3.58,633  | 4         |
| Holland    | indhentet | -         |

| Navn        | Tid       | Placering |
| ----------- | --------- | --------- |
| New Zealand | 3.57,536  | 3         |
| Spanien     | indhentet | -         |

| Navn           | Tid           | Placering |
| -------------- | ------------- | --------- |
| Storbritannien | 3.55,202 (VR) | 1         |
| Rusland        | indhentet     | -         |

Medaljerunde
| Navn           | Tid           | Placering |
| -------------- | ------------- | --------- |
| Storbritannien | 3.53,314 (VR) | 1         |
| Danmark        | 4.00,040      | 1         |

| Navn        | Tid      | Placering |
| ----------- | -------- | --------- |
| New Zealand | 3.57,776 | 1         |
| Australien  | 3.59,006 | 4         |

## BMX-cykling
BMX-cykling er fra 2008 en fast olympisk disciplin. Foregår på Laoshan BMX-stadion.

## Mountainbike
Foregår i en park tæt ved den olympiske velodrom i Laoshan.

## Medaljeoversigt
| Pos. | Land           | Guld | Sølv | Bronze | Total |
| ---- | -------------- | ---- | ---- | ------ | ----- |
| 1    | Storbritannien | 1    | 1    | 0      | 2     |
| 2    | Schweiz        | 1    | 0    | 1      | 2     |
| 2    | USA            | 1    | 0    | 1      | 2     |
| 4    | Spanien        | 1    | 0    | 0      | 1     |
| 5    | Sverige        | 0    | 2    | 0      | 2     |
| 6    | Italien        | 0    | 1    | 1      | 2     |
| 7    | Østrig         | 0    | 0    | 1      | 1     |
| 8    |                |      |      |        |       |
| 9    |                |      |      |        |       |
| 10   |                |      |      |        |       |

## Eksterne links
1. ↑  Sølv til baneholdet – England for stærke (Webside ikke længere tilgængelig) 18-08-2008
2. ↑  Bronze for spare cyclist 26/8/2008

- Cycling – en.beijing2008.cn Arkiveret 21. juni 2007 hos  Wayback Machine